# Припутні (Прилуцький район)
При́путні — село в Україні, у Прилуцькому районі Чернігівської області. Населення становить 674 особи. Входить до складу Ічнянської міської громади.

## Географія
Село Припутні лежить на північному заході району, на правому березі річки Удай. За 2,5 км вище за течією розташоване село Вишнівка, нижче за течією на відстані 3,5 км — село Томашівка, на протилежному березі річки — села Безбородьків та Селихів.
Відстань до Чернігова — 140 км, від Ічні — 25 км. Найближча залізнична станція — Крути на лінії Бахмач — Ніжин за 18 км.
Площа села близько 2.5 км². Висота над рівнем моря — 131 м.

## Історія
В цій місцевості люди проживали з давніх-давен. Поблизу села виявлено поселення доби бронзи (II тисячоліття до н. е.). На території села знайдено скарб римських монет II-III сторіччя.
Село засноване у першій половині XVII століття. В 1846 році в селі проживало 1345 осіб.
На фронтах Другої світової війни воювали 570 жителів Припутнів, 142 з них за мужність і відвагу, виявлені в боях, нагороджені орденами і медалями СРСР, 286 — загинули. У 1958 році в центрі села був встановлений пам'ятник на честь радянських воїнів, які загинули в боях за село, а у 1972 році — обеліск Слави воїнам-односельцям, полеглим на фронтах війни.
У повоєнний період у селі була центральна садиба колгоспу імені Ватутіна, за яким було закріплено 6746 гектарів сільськогосподарських угідь, у тому числі 3041 га орної землі. Це були багатогалузеві господарства, де вирощували зернові та технічні культури, розвивали м'ясо-молочне тваринництво.
На початку 1970-х населення села становило 2035 осіб. Нині в селі живе 674 мешканці.
До 2016 року орган місцевого самоврядування — Припутнівська сільська рада.
28 вересня 2017 року у широкий прокат вийшла стрічка режисера Аркадія Непиталюка «Припутні». Частина зйомок відбувалась у селі.
Під час російського вторгнення підрозділ старшого лейтенанта Володимира Сидунця в районі населеного пункту Припутні знищив російський дивізіон ракетних комплексів «Іскандер».

## Населення

### Мова
Розподіл населення за рідною мовою за даними перепису 2001 року:
| Мова       | Кількість | Відсоток |
| ---------- | --------- | -------- |
| українська | 667       | 98.96%   |
| російська  | 7         | 1.04%    |
| Усього     | 674       | 100%     |

## Інфраструктура
У селі є загальноосвітня школа, клуб, амбулаторія, магазин, відділення зв'язку, бар.
Працює сільськогосподарське підприємство «Довіра».

## Відомі люди
У селі проживає художник і письменник Жила Микола Григорович.
У селі вчителем німецької мови працював поет-шістдесятник Микола Клочко.
У селі народився художник Полуда Володимир Васильович (який нині проживає в м. Ніжин Чернігівської області).